# Aya Miyama
Aya Miyama (jap. 宮間 あや Miyama Aya; ur. 28 stycznia 1985) – japońska piłkarka, reprezentantka kraju. Obecnie występuje w Okayama Yunogo Belle.

## Kariera klubowa
Od 1999 do 2010 roku występowała w klubach NTV Beleza, Okayama Yunogo Belle, Los Angeles Sol, Saint Louis Athletica i Atlanta Beat. Od 2010 roku gra w zespole Okayama Yunogo Belle.

## Kariera reprezentacyjna
W reprezentacji Japonii zadebiutowała w 2003. W sumie w reprezentacji wystąpiła w 162 spotkaniach.

### Sukcesy
- Igrzyska olimpijskie; 2008, 2012 (Srebro)
- Mistrzostwa świata; 2003, 2007, 2011 (Złoto), 2015 (Srebro)